# جاستن فرايزر
جاستن فرايزر (بالإنجليزية: Justin Frazier؛ مواليد 15 يونيو 1989) هو مُقاتل فنون قتالية مختلطة أمريكي.

## وصلات خارجية
- جاستن فرايزر على موقع يو إف سي (الإنجليزية)
- جاستن فرايزر على موقع بيلاتور (الإنجليزية)
- جاستن فرايزر على موقع شيردوغ (الإنجليزية)
- جاستن فرايزر على موقع IMDb (الإنجليزية)